# Schweizer Institut für Rettungsmedizin
Das Schweizer Institut für Rettungsmedizin (SIRMED) ist eine Bildungsinstitution mit dem Schwerpunkt Notfall- und Rettungsmedizin in Nottwil im Kanton Luzern, Schweiz.

## Aufgaben
SIRMED ist eine Bildungsinstitution mit dem Schwerpunkt Notfall- und Rettungsmedizin. Ein Tätigkeitsfokus liegt auf der präklinischen Traumaversorgung, womit die Erstversorgung von wirbelsäulen- und rückenmarkverletzten Patienten unterstützt wird.
SIRMED agiert in drei Themenbereichen. Zum einen ist sie eine Höhere Fachschule für die Ausbildung Diplomierte Rettungssanitäterinnen und Rettungssanitäter HF. Zum anderen engagiert sie sich im Bereich Continuous Medical Education (CME) für die Fortbildung von professionellem Gesundheitspersonal. 
Im dritten Bereich Erste Hilfe bietet SIRMED gesamtschweizerisch Seminare für Ersthelfende, First Responder, Samariter, Betriebssanitäter u. v. m. mit Anerkennung des Swiss Resuscitation Council (SRC) und des Interverband für Rettungswesen (IVR) in fünf Sprachen an.

## Geschichte
SIRMED wurde 2002 als Tochtergesellschaft der Schweizer Paraplegiker-Stiftung (SPS) gegründet und hatte den ersten Sitz in Sursee. Erster Verwaltungsratspräsident war Guido A. Zäch.
Die erste Ausbildung zum Dipl. Rettungssanitäter startete 2003. Nach dem Umzug ins Schweizer Paraplegiker-Zentrum (SPZ) in Nottwil entwickelte sich SIRMED mit deutlich über 10'000 Teilnehmenden pro Jahr zu einem der grössten Anbieter notfallmedizinischer Seminare in der Schweiz. 
Seit 2009 findet in Nottwil jährlich das Schweizer First Responder Symposium statt. Seit 2010 ist SIRMED offizielles Internationales Trainingszentrum der American Heart Association (AHA) und seit 2016 auch anerkannter Anbieter für ERC-Kurse und zudem ein Zentrum für medizinische Simulation.
Seit Anfang 2019 ist zudem die Schweizerische Rettungsflugwacht Rega als gleichberechtigte Trägerin gemeinsam mit der SPS an SIRMED beteiligt.